# Sbottonate
Sbottonate (Unzipped) è un film documentario del 1995 diretto da Douglas Keeve.

## Trama
Ambientato a New York nel 1994, il documentario segue i retroscena delle sfilate di moda dello stilista Isaac Mizrahi. Il documentario segue la vita delle modelle, le invenzioni dello stilista e le frenesie dei giornalisti e dei fotografi, prima, durante e dopo la sfilata.

## Produzione
Nel documentario compaiono le supermodelle Cindy Crawford, Naomi Campbell, Linda Evangelista e Kate Moss, oltre che molte altre celebrità come Carla Bruni, Helena Christensen, Faye Dunaway, John Galliano, Richard Gere, Padma Lakshmi, Liza Minnelli, Mark Morris e Amber Valletta.

## Distribuzione
Il film è stato distribuito in Italia il 4 agosto 1995 dalla Miramax Films.

## Riconoscimenti
- American Cinema Editors
  - premiato come miglior montaggio per un documentario
- Sundance Film Festival
  - premiato come miglior documentario